# Prolotherapie
Prolotherapie (ook wel aangeduid als regenerative injection therapy of RIT) is een behandeling waarbij een suikeroplossing (glucose of dextrose) ingespoten wordt in de buurt van pijnlijke gewrichten om daar het genezingsproces op gang te helpen. De theorie is dat de aanwezigheid van de suikeroplossing zou zorgen voor irritatie die het lichaam stimuleert het weefsel te versterken en te herstellen. Dit leidt uiteindelijk tot vermindering van de pijnklachten.
Bij (chronische) pijnklachten van achillespees, knie, lies of schouder kan prolotherapie toegepast worden. 

## Geschiedenis
In de jaren 1950 heeft G.S. Hackett een boek geschreven over deze therapie. Pas in 1987 is de eerste RCT-studie (randomized controlled trial) gedaan naar het effect van prolotherapie. Door het ontbreken van duidelijke onderzoeksresultaten is er kritiek op de effectiviteit en betrouwbaarheid van de therapie. Door positieve ervaringen wordt de therapie echter regelmatig toegepast.

## Andere vormen
Neuro-prolotherapie is een andere vorm van prolotherapie. Hierbij wordt in de buurt van zenuwuiteinden een suikeroplossing ingespoten.

## Bijwerkingen
De therapie heeft soms milde bijwerkingen, zoals:
- tijdelijke duizeligheid;
- zenuwbeschadiging;
- allergische reactie op de ingespoten vloeistof;
- beursheid of infectie bij de injectieplaats.

Enkele uitzonderlijke bijwerkingen zijn::
- rugpijn;
- nekpijn;
- ruggenmergirritatie;
- pneumothorax;
- knieschijfbeschadiging.

Deze bijwerkingen kwamen niet vaker voor dan gebruikelijk is bij injecties.